# Liparis dongchenii
Liparis dongchenii är en orkidéart som beskrevs av S.Z. Lucksom. Liparis dongchenii ingår i släktet gulyxnen, och familjen orkidéer. Inga underarter finns listade i Catalogue of Life.